# 胶东抗日军政干部学校
胶东抗日军政干部学校，八路军胶东军区在1938年冬成立的军政干部学校，1940年2月与抗日军政大学第一分校第一大队合编组成抗大一分校第三校。

## 历史
1938年1月胶东军政委员会成立后，曾举办军政训练班来培养军政干部。1938年2月，中国共产党胶东特别委员会和山东人民抗日救国军第三军西进抗日。1938年3月，胶东特委和第三军总部在牟平县崖子村（今属威海市乳山市）创建胶东抗日军政学校，第一期招收学员200余名。学校成立之后，随胶东特委和第三军在西进途中流动办学。1938年5月，随第三军进驻黄县，在黄县中学举办了第二期培训班。1938年9月，与胶东抗日游击第三支队教导营合并重组为新的胶东抗日军政干部学校。
1939年春节前，胶东抗日军政干部学校由掖县迁至黄县胶东公学校园。1939年2月，侵华日军占领掖县城，黄县形势严峻，胶东公学并入胶东抗日军政干部学校，而后退驻山区。
1940年2月，抗日军政大学第一分校第一大队由大队长贾若瑜、政治委员廖海光率领从沂蒙山区出发，经鲁中前去胶东，由山东纵队第三支队九团团长赵寄舟带队护送。1940年4月23日，第一大队到达胶东抗日根据地与山东纵队第五支队会合。5月1日，第一大队到掖县三元村同胶东抗日军政干部学校宣布合编组成抗大一分校第三校。6月1日，第三校正式成立开学，又称胶东支校、胶东抗大，五支队政委高锦纯任校长，贾若瑜任副校长，廖海光任政治委员。